# Csugar megállóhely
Csugar megállóhely a MÁV vasúti megállóhelye a Jász-Nagykun-Szolnok vármegyei Mezőtúr városban. A megállóhelyet a MÁV 120-as számú Szolnok–Békéscsaba–Lőkösháza-vasútvonala érinti. A város keleti külterületei közt található, a központtól közel 10 kilométerre, közúti elérését a 4632-es útból kiágazó 46 346-os út biztosítja.

## Története
2023. június 17-étől a menetrend szerinti személyszállító vonatok nem állnak meg a megállóhelyen.

## Vasútvonalak
A megállóhelyet az alábbi vasútvonalak érintik:
- Szajol–Lőkösháza-vasútvonal

## Kapcsolódó állomások
A megállóhelyhez az alábbi állomások vannak a legközelebb:
- Kétpó megállóhely (Szajol–Lőkösháza-vasútvonal)
- Mezőtúr vasútállomás (Szajol–Lőkösháza-vasútvonal)

## Forgalom
| Járat        | Útvonal | Gyakoriság |
| ------------ | --- | ---------- |
| személyvonat | Szolnok – Szajol – Tiszatenyő – Pusztapó – Kétpó – Csugar – Mezőtúr – Nagylapos – Gyoma – Csárdaszállás – Mezőberény – Murony – Békéscsaba – Kétegyháza – Lőkösháza | Változó    |

2023. június 17-től Csugar megállóhelyen semelyik belföldi-, és nemzetközi személyt szállító vonat nem áll meg. 